# Nikolaj Roslavets

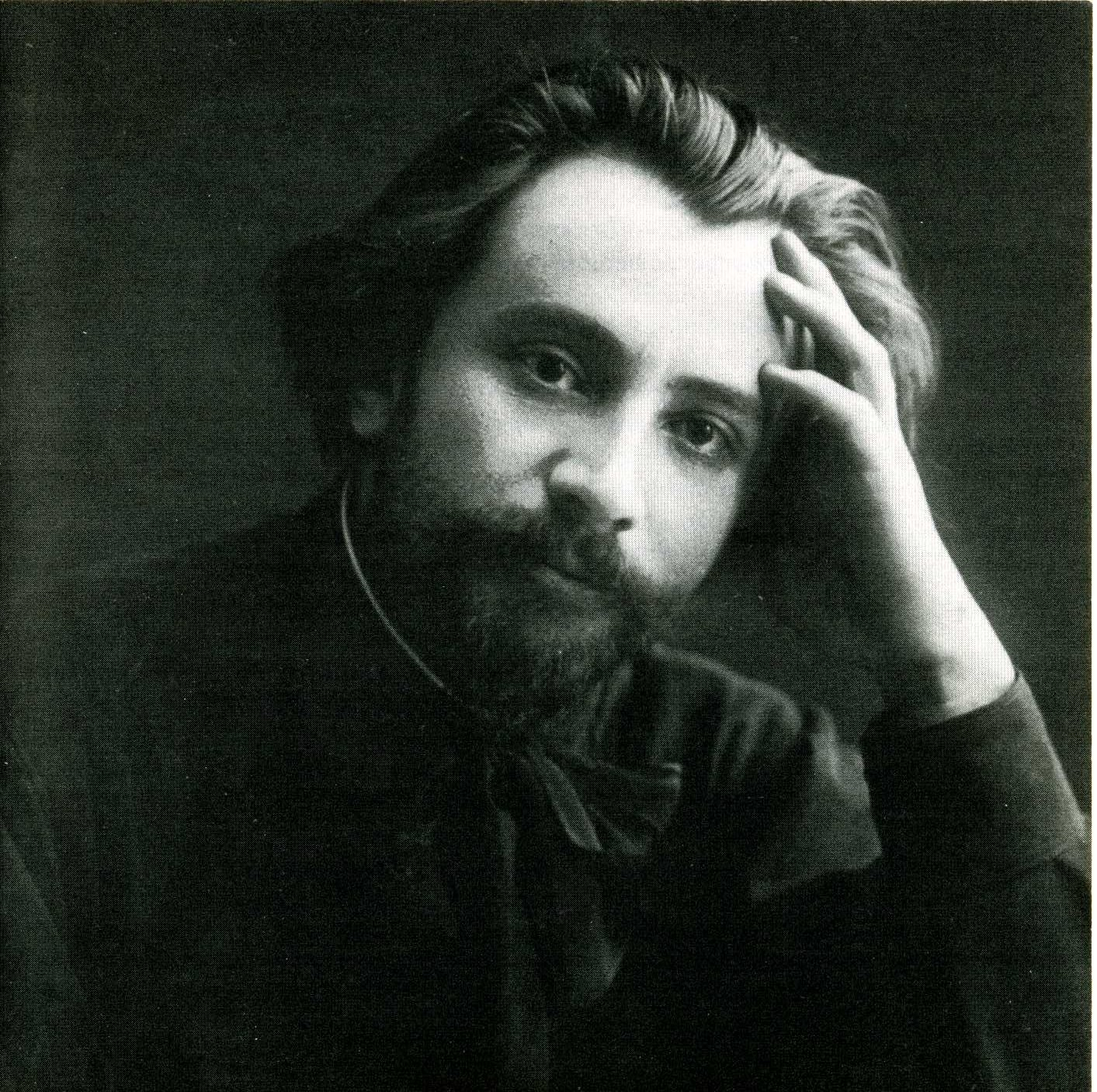
Nikolaj Roslavets

Nikolaj Andrejevitsj Roslavets (Russisch: Никола́й Андре́евич Ро́славец) (Brjansk, 4 januari 1881 – Moskou, 23 augustus 1944) was een vooraanstaande moderne Russische componist, muziektheoreticus, schrijver, muziekpedagoog en violist. Roslavets was een overtuigd modernist en een kosmopolitische denker; zijn muziek werd officieel verboden in 1930.
Onder zijn werken zijn vijf symfonische gedichten (waarvan er drie verloren zijn gegaan), twee vioolconcerten, vijf strijkkwartetten, twee altvioolsonates, twee cellosonates, zes vioolsonates en vijf pianotrio’s.

## Leven
Er zijn drie autobiografieën van Roslavets, die aanzienlijk van elkaar verschillen. In een van hen, gepubliceerd in 1924, geeft de componist zijn biografie opzettelijk verkeerd weer om aanvallen van de beweging proletarische musicus te voorkomen. Er zijn verschillende meldingen van Roslavets’ geboorteplaats, waaruit bijvoorbeeld blijkt dat hij werd geboren in Doesjatyn in een boerengezin, terwijl hij eigenlijk werd geboren in 1881 in het gezin van een klerk bij de spoorwegen (van Oekraïense oorsprong, volgens Detlef Gojowy), werkzaam in Konotop en Koersk, waar Roslavets viool, piano, muziektheorie en harmonieleer studeerde bij Arkadi Abaza. In 1902 werd Roslavets als student aan het Conservatorium van Moskou toegelaten, waar hij viool studeerde bij Jan Hřímalý, vrije compositie bij Sergej Vasilenko, contrapunt, fuga en muzikale vormgeving bij Michail Ippolitov-Ivanov en Alexander Iljinski. Hij studeerde af in 1912, met een zilveren medaille voor zijn cantate Hemel en aarde naar het gelijknamige werk van Lord Byron.

## Futurisme
In de jaren 1910 werden Roslavets’ composities gepubliceerd in Russische futuristische tijdschriften en futuristische kunstenaars ontwierpen een aantal omslagen voor zijn muziek. Na 1917 werd de componist een van de prominentste publieke figuren van de "linkse kunst" in Rusland, samen met onder meer Arthur Lourié, Kazimir Malevitsj, Vsevolod Meyerhold. Roslavets gaf vioolles en compositieleer in Charkov, waar hij directeur was van het muziekinstituut, en in Moskou. Hij had een positie bij de Staatsuitgeverij, was redacteur van het tijdschrift Moezykalnaja Koeltoera en was de oprichter en een van de leiders van de Assotsiatsieja Sovremennoj Moezyki (vereniging voor hedendaagse muziek).

## Musicologie
Als musicoloog vocht Roslavets voor professionaliteit, en het beste in de Russische, westerse klassieke en nieuwe muziek; hij bekritiseerde vulgaire identificaties van muziek met ideologie (geïllustreerd in zijn artikel op pseudoproletarische muziek). Hij schreef het eerste Russische artikel over Arnold Schönbergs, Pierrot Lunaire. Dit leidde ertoe dat hij in de jaren twintig hard werd aangevallen door de beweging van proletarische musici, met name door de vertegenwoordigers van de Russische Vereniging van Proletarische Muzikanten en Prokoll (productiecollectief van de studenten aan het Conservatorium van Moskou). Roslavets werd ervan beschuldigd een contrarevolutionaire en bourgeoisartiest te zijn, vervreemd van het proletariaat, en verder een formalist, een klassenvijand te zijn, en in de late jaren twintig en vroege jaren dertig een trotskist, een saboteur te zijn.

## Politieke vervolgingen
In 1928 werd nog Roslavets' cantate Oktober gespeeld op het concert in Moskou ter ere van de 10e verjaardag van de revolutie. Maar in 1930 wordt Roslavets ervan beschuldigd een beschermer van de vereniging van Moskou-auteurs te zijn. Deze vereniging stond volgens de groep proletarische musici voor de bevordering van "lichte muziek" en "het verspreiden van contrarevolutionaire literatuur". De "zaak Roslavets" werd geleid door Viktor Bely, Aleksandr Davidenko, V. Klemens, Joeri Keldysj, Semjon Korev, Zara Levina, Georgi Poljanovski, Aleksej Sergejev en Boris Sjechter. Roslavets kreeg een beroepsverbod als politiek redacteur voor twee jaar. Om zijn leven te redden, moest Roslavets zich in het openbaar bekeren voor zijn voormalige "politieke fouten".
Tijdens 1932/33 werkte hij in het muziektheater in Tasjkent, nu de hoofdstad van Oezbekistan. In 1933 keerde de componist terug naar Moskou, waar hij een schamel bestaan leed met een baan in het onderwijs en diverse andere banen. Een slachtoffer van de politieke zuiveringen: Roslavets kon geen officiële positie meer krijgen voor de rest van zijn leven. Hij werd niet toegelaten tot de componistenbond; in plaats daarvan werd hij een lid van het muzikale fonds. Er werden verdere strafmaatregelen tegen hem gepland in 1938. Roslavets kreeg echter een ernstige beroerte in 1939 en was gehandicapt tot aan zijn dood na een tweede beroerte in 1944. Zijn laatste publicatie, een lied, verscheen in 1942.
Hij ligt begraven op de begraafplaats Vagankov in Moskou, en de autoriteiten verleenden toestemming zijn graf aan te duiden.

## Stijl
Terwijl hij nog een student was, hield Roslavets zich al bezig met krachtige artistieke debatten aangemoedigd door de Russische futuristische beweging; hij was bevriend met kunstenaars zoals Kasimir Malevitsj, Aristarch Lentoelov, Vasili Kamenski, David Boerljoek. Diep beïnvloed door de latere werken van Alexander Skrjabin en zijn mystieke akkoord begon Roslavets zijn zoektocht naar een persoonlijke stijl en geluid in 1907; het leidde tot zijn "nieuw systeem van tonale organisatie" gebaseerd op het zogenaamde synthetische akkoord (een concept dicht bij het van dodecafonische serialisme van Schönberg). Na een artikel van Vyacheslav Karatygin, gepubliceerd in februari 1915, werd Roslavets soms aangeduid als "de Russische Schönberg", maar in 1914 had Nikolaj Mjaskovski al op de oorspronkelijke aard van Roslavets’ stijl gewezen. Hoewel Roslavets Skrjabin in de jaren twintig bekritiseerde vanwege zijn "oversimplificatie", was het 'nieuwe systeem van tonale organisatie' vooral geïnspireerd door Skrjabins ideeën en concepten zoals deze aan hem werden doorgegeven door Leonid Sabanejev, een goede vriend van Skrjabin en Roslavets.
Hoewel het 'nieuwe systeem van tonale organisatie' de hele dodecafonische chromatische toonladder behandelt, bestaan de meeste van Roslavets' "synthetische akkoorden" uit zes tot negen tonen. In de jaren 1920 ontwikkelde Roslavets zijn systeem verder om het uit te breiden met de behandeling van contrapunt, ritme en muzikale vormgeving en werkte aan de beginselen van het onderwijs. In Roslavets’ eerdere romances en instrumentale kamermuziek werden al die ideeën verder uitgewerkt naast uitgebreide tonaliteit en vrije atonaliteit. De volwassen vormen van dit "nieuwe systeem van tonale organisatie" zijn typerend voor de stukken geschreven tussen 1913 en 1917, zoals Trieste landschappen (1913), Drie composities voor stem en piano (1913), Strijkkwartet nr. 1 (1913), Vier composities voor stem en piano (1913-1914), en de pianosonates nr.1 (1914) en nr.2 (1916, gereconstrueerd door Eduard Babasian).
Na de bolsjewistische revolutie leverde Roslavets aanvankelijk een belangrijke bijdrage aan de "revolutionaire propaganda in de muziek" in composities zoals de cantate Oktober (1927) en in talrijke liederen. Zijn symfonisch gedicht Komsomolieja (1928) toont echter een buitengewone vaardigheid aan, een zeer complexe en zeer moderne compositorische techniek, ver van de vereenvoudiging die typerend was voor propagandistische werken uit die tijd.
In Tasjkent hield hij zich enige tijd bezig met folkloristisch materiaal, en schreef voor het eerste Oezbeekse ballet Pachta (katoen). De werken van zijn laatste jaren in Moskou laten een vereenvoudiging van zijn karakteristieke taal zien met betrekking tot zijn opvatting van tonaliteit, bijvoorbeeld in de 24 Preludes voor viool en piano. Onder Roslavets' latere composities, zoals de kamersymfonie (35) toont een van de hoogtepunten van zijn "nieuwe systeem van tonale organisatie" in de latere fase.

## Postume reputatie
Na Roslavets’ dood werd zijn appartement geplunderd door een groep van voormalige "proletarische muzikanten" die vele manuscripten in beslag namen. Roslavets’ weduwe slaagde erin vele manuscripten te verbergen; later gaf ze deze aan TsGALI (Centraal Staatsarchief voor Literatuur en Kunst in Moskou, tegenwoordig het RGALI of Russische Staatsarchief voor Literatuur en Kunst). Sommige manuscripten werden behouden door Roslavets’ leerling, P. Teplov; nu zijn ze in het Museum voor muzikale cultuur M.I. Glinka in Moskou.
In 1967 ondernam de nicht van de componist, Jefrosinja Roslavets, de eerste stappen om tot rehabilitatie van haar oom te komen. Het is gebleken dat de componist zich nooit heeft neergelegd bij de politieke repressieve maatregelen die hem waren opgelegd. Dit rechtvaardigde de weigering om composities van Roslavets te spelen en ook omdat Roslavets behoorde tot de gearresteerde volksvijanden, trad geen verbetering in de situatie op; Roslavets’ oeuvre werd onderdrukt. In 1967 weigerde Georgi Kirkor, een werknemer van het Museum Glinka, Jefrosinja Roslavets toegang tot het museum en de partituren; Kirkor verklaarde dat Nikolaj Roslavets "vreemd was aan het volk" en beschuldigde de componist van "betrekkingen met de wereld van het zionisme. Deze gevaarlijke beschuldiging werd veroorzaakt door het feit dat Leonid Sabanejev, een goede vriend van Roslavets, Joodse muziek had bevorderd.
Dertig jaar lang werd Roslavets’ naam, geschrapt uit de muzikale woordenlijsten, nauwelijks genoemd in de muzikale literatuur in de Sovjet-Unie. Zijn naam verscheen in een muzikaal woordenboek in 1978 in een negatieve context. Typerend voor de zeer negatieve officiële instelling tegenover Roslavets waren zinnen zoals: "Roslavets is onze vijand," "hij is een componist wiens muziek niet de moeite van het papier waarop het is geschreven waard is" en "Roslavets’ graf moet worden vernietigd."
In het westen had Detlef Gojowy (1934–2008) Roslavets aangeprezen. Hij werd hiervoor voortdurend ideologisch aangevallen door de ambtenaren van de Russische componistenbond, in het bijzonder persoonlijk door Tichon Chrennikov en het tijdschrift "Sovjetmuziek". Gojowy werd tot 1989 behandeld als een "militant anticommunist" en een persona non grata. De kopieën van zijn artikelen die de journalist naar zijn Russische collega’s stuurde, werden in beslag genomen door de Sovjetdouane; Gojowy zelf kreeg geen visum om naar de Sovjet-Unie te reizen.

### Revival
Op 27 december 1980 vond een concert plaats in Mark Milmans club voor kamermuziek; een deel van dit concert was gewijd aan Roslavets’ muziek. De leiders van de componistenbond van de Sovjet-Unie verboden volgens Edison Denisov een concert volledig gewijd aan de componist. Nadat de eerste publicatie over Roslavets’ oorspronkelijke theoretisch concept, op basis van gearchiveerde materialen (Lobanova 1983) was verschenen, werd Marina Lobanova’s lezing over Roslavets’ muziektheoretische systeem, aangekondigd in het programma van de internationale conferentie Musica nel nostro tempo in Milaan, werd verboden in 1984: leidende functionarissen van de componistenbond van de Sovjet-Unie had de onderzoeker beschuldigd van "illegale contacten met het westen." Vervolgens werd geprobeerd Lobanova bij het Conservatorium van Moskou te ontslaan en haar haar wetenschappelijke graad en rechten voor het onderwijs te ontnemen; ten slotte werd geprobeerd om Lobanova in een psychiatrische instelling te laten plaatsen.
In 1989 verzocht Jefrosinja Roslavets de Moskouse componistenorganisatie, die zich net zelf onafhankelijk had verklaard van Tichon Chrennikovs componistenbond, Roslavets’ werken te reconstrueren en te publiceren en Roslavets graf te herstellen. In 1990, met de hulp van het hoofd van de Moskouse componistenorganisatie, Georgi Dmitriejev, werd Roslavets’ graf geïdentificeerd en hersteld. Later werd Roslavets’ graf opnieuw vernield, en alle protesten blijven tot nu zonder resultaat.

## Werken (geselecteerde lijst)

### Toneel
- Pachta (katoen), ballet-pantomime (1931–32)

### Zang
- Hemel en aarde, mysterie naar Byron (1912)
- Na de dood van de aarde, symfonisch gedicht naar Jules Laforgue (vóór 1919) – voor bariton, koor en orkest; verloren gegaan
- Oktober, cantate naar Vasili Zavod, Vladimir, Kirillov, Sergej Obradovitsj – voor mezzosopraan, gemengd koor en orkest (1927)
- Komsomolieja, symfonisch gedicht, voor gemengd koor en orkest (1928), ed. door Marina Lobanova
- Zwarte stad, symfonisch gedicht na Aleksandr Zjarov – voor bas, koor en orkest (1929?), verloren gegaan
- Tot de dood van Majakovski (14. IV. 1930) naar Pimen Pantsjenko – voor bas en orkest (1930)

### Orkestraal
- Symfonie in c mineur (1910), ed. door Marina Lobanova
- In de uren van de nieuwe maan, symfonisch gedicht vermoedelijk naar Jules Laforgue (ca. 1912-13); gereconstrueerd en ed. door Marina Lobanova
- De man en de zee, symfonisch gedicht naar Charles Baudelaire (1921), verloren gegaan
- Vioolconcert nr. 1 (1925)
- Vioolconcert nr. 2 (1936)

### Kamermuziek
- Kamersymfonie voor 18 spelers (35), ed. door M. Lobanova
- Nocturne voor harp, hobo, 2 altviolen en cello (1913)
- 5 Strijkkwartetten: 1913 verloren gegaan; 1920; 1939 (geen compleet muziekschrift); 1941;
- 5 Pianotrio's: verloren gegaan; 1920 (gereconstrueerd en ed. door M. Lobanova; 1921; 1927, verloren gegaan

### Viool en piano
- 6 Sonates: 1913; 1917; verloren gegaan; 1920; 1922-23, verloren gegaan; jaren 1930;
- Trois poèmes: Poème douleureux, Poème lyrique, Poème (1909-1910), (in voorbereiding)
- Poème lyrique (jaren 1910), (in voorbereiding)
- Poème (1915)
- Drie Dansen (1923)
- Zeven stukken in eerste positie"(jaren 1930)
- Uitvinding en Nocturne (1935), (in voorbereiding)
- 24 Preludes (1941–42)

### Altviool en piano
- Sonate nr. 1 (1926); gereconstrueerd en ed. door M. Lobanova
- Sonate nr. 2 (jaren 1930); ed. door M. Lobanova

### Cello en piano
- Dans van de witte meisjes (1912)
- Meditatie (1921)
- Sonate nr. 1 (1921)
- Sonata nr. 2 (1921–1922), ed. door M. Lobanova

### Pianomuziek
- Drie Etudes (1914)
- Drie composities (1914)
- Twee composities (1915)
- Prelude (1915)
- 6 Pianosonates: 1914; 1916, verloren gegaan; 1923, verloren gegaan; 1923; 1928, onvolledig
- Berceuse (1919), in voorbereiding
- Danse (1919), in voorbereiding
- Valse (1919), in voorbereiding
- Prelude (1919 of 1921), in voorbereiding
- Vier composities (1919-1921): Prélude, verloren gegaan; Poème; Prélude,verloren gegaan; Prélude, in voorbereiding)
- Vijf Preludes (1919–22)
- Deux Poèmes (1920)

- Bibliothèque nationale de France: cb131838757 (data)
- Gemeinsame Normdatei: 119263025
- International Standard Name Identifier: 0000 0000 8094 4239
- Library of Congress Control Number: no93007379
- Nationale Bibliotheek van Letland: 000271329
- MusicBrainz: ed1201f9-71be-4821-a21e-f5f86ba47c60
- Nationale Bibliotheek van Tsjechië: xx0008849
- Nationale Bibliotheek van Israël: 987007287604305171
- Nederlandse Thesaurus van Auteursnamen: 155221078
- Système universitaire de documentation: 224227432
- Trove: 930710
- Virtual International Authority File: 14959469
- WorldCat: E39PBJqbh3wRhWgWpJp86fbjmd